# Selišče, Zagorje ob Savi
Selišče (izgovarjava [sɛˈliːʃtʃɛ]) je nekdanja vas v osrednji Sloveniji v Občini Zagorje ob Savi. Danes je del vasi Kolk. Leži na Gorenjskem in je danes del Zasavske statistične regije.

## Geografija
Selišče stoji jugovzhodno od vaškega središča Kolka nad dolino Save. Vas je povezana s cestama proti Krivici in Jaršam proti severu.

## Ime
Ime Selišče izhaja iz pomanjševalnice občega poimenovanja selišče 'bivališče'; zaselek, naselje', ki jeizpeljano iz selo 'vas'. Tako se navezuje na toponime Selo, Sela, Selnica in Sevnica.

## Zgodovina
Selišče je imelo leta 1890 in 1900 šest prebivalcev v dveh hišah. Leta 1953 se je priključilo Kolku in s tem izgubilo status samostojnega naselja.